# 里维拉军事政变
里维拉军事政变（西班牙語：Golpe de Estado de Primo de Rivera）是指1923年9月13日西班牙将军米格尔·普里莫·德·里维拉发动的军事政变。當時他推翻自由主义者曼努埃尔·加西亚·普列托領導的政府，並宣布西班牙全国戒严，废除议会，解散所有政党，並建立自己的政黨爱国联盟。他的政變得到阿方索十三世和軍隊的支持。米格尔·普里莫·德·里维拉執政期間對該國媒體實施政治审查並且鎮壓加泰罗尼亚分離主義運動。他還反对共产主义，並下令逮捕一些西班牙共产党领导人。在米格尔·普里莫·德·里维拉統治時期，西班牙在里夫戰爭中獲勝。米格尔·普里莫·德·里维拉執政期間西班牙与意大利关系良好，同時米格尔·普里莫·德·里维拉對西班牙境內的公路和铁路等基础设施加大投資，並推動哺乳期的婦女就業。 在其统治期间，西班牙技術工人中妇女所占的比例越来越大。  1929年西班牙受到大蕭條影響，比塞塔贬值。 军队对米格尔·普里莫·德·里维拉日益不滿，国王也不再支持米格尔·普里莫·德·里维拉。1930年1月28日，米格尔·普里莫·德·里维拉辞职，其統治時代結束。